# Francis Ouimet

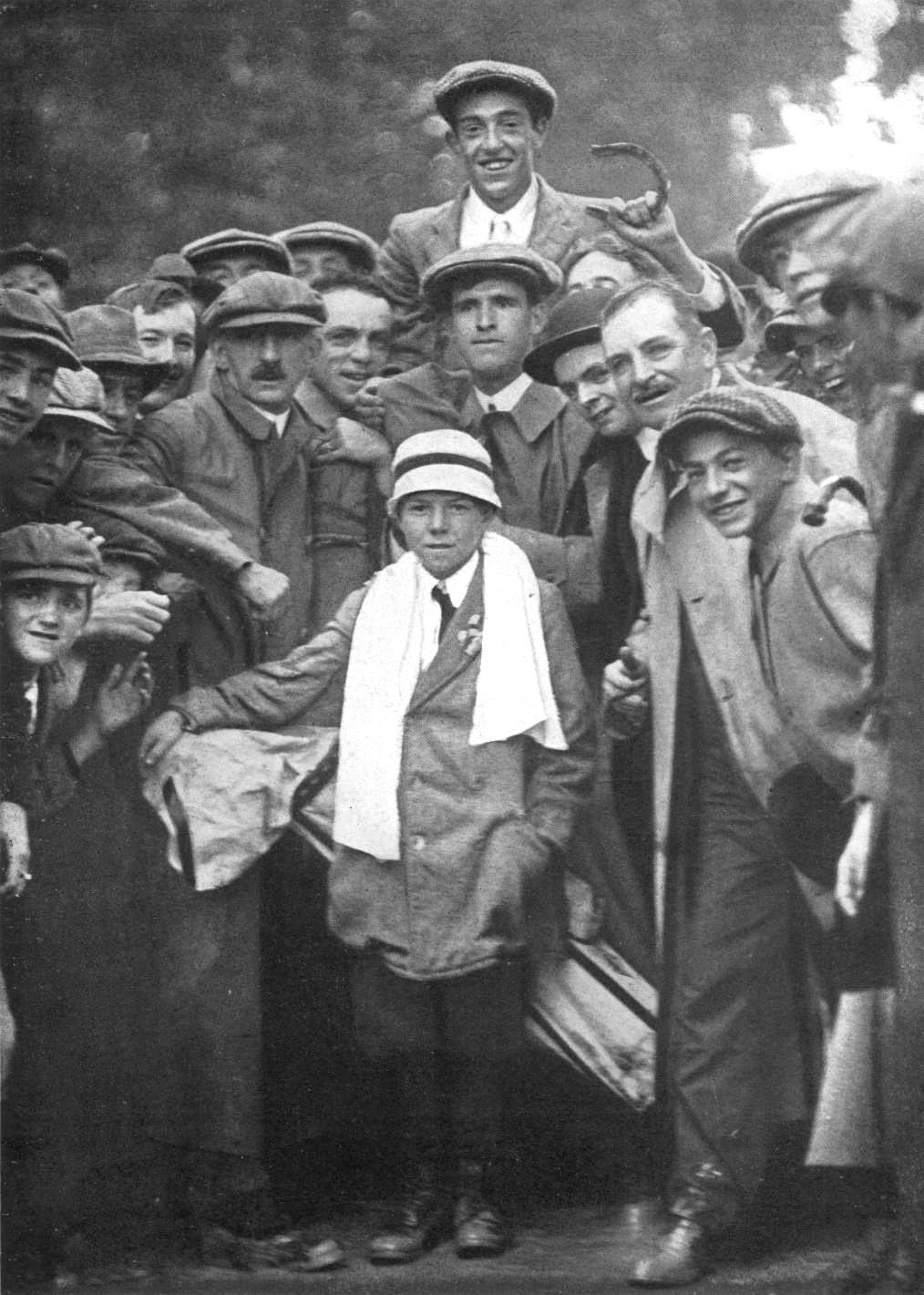
Francis Ouimet, avec son caddy Eddie Lowery au premier plan, porté en triomphe lors de sa victoire à l'US Open en 1913.

Francis Ouimet, né le 8 mai 1893 et mort le 3 septembre 1967, est un golfeur américain, champion d'Angleterre au début du XXe siècle et vainqueur l'US Open de 1913. Il gagne en 1914 le championnat amateur de France.

## Biographie
Jeune caddy américain, inspiré et influencé par le grand golfeur britannique Harry Vardon, il connaît des débuts difficiles dans ce sport à l'époque réservé à l'aristocratie. Mais tandis que son père, Arthur Ouimet, ouvrier québécois, cherche à le dissuader de pratiquer un sport réservé aux gentlemen, sa mère, l'Irlandaise Mary, l'encourage en secret. De sorte qu'en 1913, à seulement vingt ans, il s'inscrit comme amateur au prestigieux US Open. Grâce aux conseils de son enthousiaste caddy, Eddie Lowery (en), et inspiré par l'affection que lui porte la jeune bourgeoise Sarah Wallis, Francis réussit, contre toute attente, à vaincre Vardon et à remporter la compétition, devenant ainsi le premier amateur dans toute l’histoire à le faire. Vardon revint l'année suivante en Angleterre pour emporter un sixième British Open, record qui reste inégalé à ce jour.
Francis Ouimet remporta par la suite deux autres tournois amateur et fut considéré comme un des meilleurs ambassadeurs du golf. Son objectif étant de devenir un financier prospère, il demeura amateur. Eddie Lowery, avec qui il resta ami toute sa vie, devint multimillionaire.

## Filmographie
L'histoire de Francis Ouimet et surtout sa victoire au US Open de 1913 a servi de trame au film Un parcours de légende, inspiré du livre de Mark Frost publié en 2002 avec le titre The Greatest Game Ever Played: Harry Vardon, Francis Ouimet interprété par  Shia LaBeouf, and the Birth of Modern Golf.